# Історія Парагваю
Парагвай належить до тих країн Південної Америки, в яких до приходу європейців не виникла власна розвинена цивілізація. Тому великий відбиток на населення Парагваю наклало колоніальне правління Іспанії.

## Доколумбовий період
До відкриття Південної Америки європейцями землі Парагваю були заселені індіанцями гуарані.

## Колоніальний період
Після відкриття Америки в 1492 році іспанці, з одного боку, і португальці, з другого, дедалі більше просувалися в освоєнні материка: іспанці з Віцекоролівства Ріо-де-ла-Плата, а португальці з Ріо-де-Жанейро організовували експедиції для вивчення і підкорення сусідніх земель.
У 1515 році Хуан Діас де Соліс відкрив гирло річки Парани.
У 1524 португалець Алеіхо Гарсія досліджує річку Парагвай. У 1528 іспанець Себастьян Кабот пропливає річки Парагвай і Парана.
15 серпня 1537 Хуаном де Саласаром-і-Еспіносою було закладено Асунсьйон — перше місто європейців на території Парагваю.
У 1609 Філіп ІІІ Іспанський звернувся до ордену єзуїтів з проханням вислати отців-священників на землі індіанців гуарані для християнізації місцевих жителів, а також їх захисту від нападів португальців з Сан-Паулу. Єзуїти організували для індіанців так звані редукції на південному сході країни з метою, між іншим, їх захистити. Ці християнські колонії досягли значного розвитку.
У 1767 єзуїтів вигнали з Єзуїтських редукцій. Колоніальна влада відчувала загрозу з боку єзуїтів з погляду на значний рівень розвитку редукцій та їх поглиблювану автономію, тому Карл ІІІ заборонив єзуїтам вести свою діяльність у Південній Америці. Губернаторство Парагвай увійшло 8 серпня 1776 р. до складу віцекоролівства Ріо-де-ла-Плата, а з 1782 р. мало статус інтедансії Асунсьйон.

## XIX століття
Незалежність від Іспанії проголошена 14 травня 1811.
1814—1840 — диктатура Хосе Гаспара де Франсія, який веде жорстку внутрішньо- і зовнішньоекономічну політику. У 1842 р. скасували рабство. 4 серпня 1844 р. утвердили нову конституцію, а 1848 р. проголошено повну рівноправність індіанців.
1844—1862 — диктатура Карлоса Антоніо Лопеса, за влади котрого Парагвай стає однією з найбагатших і найбільш модернізованих країн Південної Америки. Розвиток освіти, перші школи, перша газета «Незалежний Парагвай», заборона продажу землі для іноземців, перша залізниця у Південній Америці, перша регулярна армія з обов'язковою військовою службою для чоловічого населення.
Велика частина території була втрачена внаслідок війни Потрійного альянсу з Аргентиною, Бразилією й Уругваєм у 1865—1870 роках. Країна після 5-річної війни була практично спустошена і втратила попередню могутність. З 1,3 млн мешканців Парагваю в живих залишилось 200 тис., в тому числі тільки 20 тис. чоловіків.
У 1870 році зруйнований війною, морською хворобою, голодом Парагвай опинився на межі розпаду. Власність парагвайської економіки швидко перейшла до іноземних спекулянтів та авантюристів, які скористалися хаотичним становищем країни. Парагвайська економіка, яка до цього часу була переважно державною, опинилася в руках аргентинських та британських компаній. Врятувало державу родючі ґрунти та вміння виживання в складних умовах парагвайців.
15 серпня 1870 року було створено тимчасовий уряд, який фактично став корисним для окупаційних сил. У грудні 1871 року Киріло Антоніо Ріварола був змушений піти у відставку, до влади прийшов Сальвадор Джовельянос за підтримки генерала Бенігно Феррейра, але в 1875 році втік з країни. В середині літа 1876 року під час президентства Хуана Баутіста Гілла (1874-77) та після підписання Махайн-Іригойенского договору окупаційні бразильські війська нарешті покинули країну. Тим не менш, звільнення Парагваю іноземними силами далеко не означало кінець зовнішнього впливу.
Політичне суперництво між майбутніми лібералами та землевласниками розпочалося вже в 1869 році, перш ніж війна закінчилася. У 1887 році офіційно були засновані партії прихильників ліберальних реформ та партія землевласників «Колорадо». Національна республіканська асоціація-Колорадо (ісп. Asociación Nacional Republicana-Partido Colorado) домінувала в політичному житті Парагваю з середини 1880-х років, доки ліберали не скинули їх в 1904 році. Наступний підйом Ліберальної партії ознаменувався зниженням впливу Бразилії на Парагвай та зростання аргентинського впливу.

## XX століття
4 серпня 1904 в Буенос-Айресі парагвайські вигнанці під керівництвом Мануеля Дюарте на парагвайському торговельному кораблі «Sajonia» повстали проти так-званих «сівікос» (ісп. сívicos) розпочавши таким чином Серпневу революцію в Парагваї. На борту корабля знаходилися тисячі гвинтівок, кулеметів та різна артилерійська зброя. Ознайомившись з вимогами повстанців, президент Парагваю Хуан Антоніо Ескура оголосив штурм на 8 серпня. Парагвайська армія на той час мала 1500 і не мала сильного ВМФ, тому надіслала лібералам на зустріч теж торгове судно «Villa Rica». 11 серпня поміж суднами відбувся битва, під час якої урядове торгове судно було розбито, 28 моряків загинуло. Повстанці зійшли з корабля і протягом наступних п'яти місяців не припиняли наземної війни з урядом. Бойові дії закінчилися 12 грудня 1904 року, коли Ескура пішов у відставку, а 19 грудня тимчасовим президентом став Хуан Баутіста Гаона від лібералів. 25 листопада 1906 р. було обрано президентом ліберала Бенігно Феррейра.
Період правління ліберального президента Е.Шерера (1912—1916) був сприятливим для Парагваю. До країни потекли іноземні інвестиції, її економіка відзначалась стабільністю. Англо-американське суперництво за нафтові родовища штовхнуло Парагвай на війну з Болівією. У період від Серпневої революції 1904 року до громадянської війни 1922 року в Парагваї змінилося 15 президентів і 21 кабінет міністрів.
Політична стабільність фактично протрималася до початку 1920-х років, аж доки не загострилася боротьба поміж прихильниками Шерера та Ґондри. У 1920 році Мануель Ґондра переміг на виборах, але 29 жовтня 1921 року був усунутий прихильником Едуардо Шерера військовим міністром полковник Адольфо Ширіфе. Проте парламент країни підтримав гондристів, і віцепрезидент Фелікс Пайва, що вступив у виконання обов'язків президента країни, змістив Ширіфе з посади й перевів у віддалений округ. При цьому виник розкол і в армії: велика частина офіцерів (в основному — з іноземців) підтримували Ширіфе, менша ж, — парламент. Новим президентом став один з провідних гондристів — Еусебіо Аяла.
У травні 1922 року Ширіфе відкрито підняв заколот і наказав військовим частинам, що підтримували його, зайняти столицю країни — місто Асунсьйон. Бунтівники стали називати себе «конституціоналістами», оскільки однією з їх вимог була зміна конституції країни.  Перше озброєне зіткнення відбулося 8 червня 1922 року, коли сили бунтівників підійшли до околиць Асунсьйона.
В результаті громадянської війни 1922—1923 років економіка Парагваю була значно підірвана. Проте разом з тим Парагвай отримав краще озброєну і сильнішу армію. Також у її складі з'явився новий для цієї країни рід військ — військово-повітряні сили.
Ці чинники неабиякою мірою сприяли тому, що через 10 років Парагвай здобув перемогу над набагато сильнішою Болівією в Чакській війні.
Південноамериканський регіон Гран-Чако поділяється на три частини: Північний Чако (ісп. Chaco Boreal), на північ від річки Пілкомайо, Центральний Чако (ісп. Chaco Central) між річками Пілкомайо і Бермехо і Південний Чако (ісп. Chaco Austral). Спірний район між Болівією та Парагваєм належить винятково до Північного Чако. Між 1927 і 1928 роками дослідники компанії Standard Oil Company of New Jersey (зі штаб-квартирою в Нью-Джерсі) відкрили поклади нафти у східному районі Чако, біля передгір'я Анд. Оскільки передбачалося, що запаси нафти можуть продовжуватися на схід, на парагвайських територіях почалися дослідження британсько-голландської компанії Royal Dutch Shell. 
Перший збройний та дипломатичний конфлікт між Болівією та Парагваєм стався в 1928 році, коли парагвайська кавалерія захопила болівійський форт Вангуардія, при цьому було вбито шістьох солдатів, а сам форт зруйновано. Болівійці відповіли досить швидко, захопивши парагвайський форт Бокерон. Ліга Націй одразу втрутилася у конфлікт та добилася припинення вогню. За умовами перемир'я 16 вересня 1929 року парагвайці зобов'язалися відновити болівійський форт в обмін на залишення Бокерону болівійцями. В травні 1930 року обидві країни розпочали переговори про відновлення дипломатичних відносин, що було здійснено 1 травня того ж року.
В липні 1932 року загін болівійської армії захопив парагвайський передовий пост, форт Карлос-Антоніо-Лопес, розташований біля озера Лагуна-Пітіантута (на парагвайських мапах) або Лагуна-Чукісака (на болівійських). Того ж місяця парагвайські війська відбили форт в ході невеликої битви, після чого 27-28 липня болівійські війська розпочали наступ на прикордонні парагвайські укріплення Корралес, Толедо і Бокерон, які зайняли майже без бою в результаті втечі парагвайців. Після захоплення Бокерону прикордонні сутички майже одразу переросли у повномасштабну війну. Формально війна була проголошена значно пізніше, 10 травня 1933 року.
На початку 1935 року болівійська армія відступила з більшої частини території Чако і сконцентрувалася біля головної болівійської бази Вілья-Монтес. На цей час логістична ситуація склалася на користь Болівії, і вже парагвайці були змушені перевозити припаси вантажівками через всю територію Чако. На цей час авіація обох армій практично вийшла з ладу. Естіґаррібії вдалося зберегти кілька справних літаків для стратегічних цілей, ці літаки забезпечували підтримку військ протягом перших місяців 1935 року.
Парагвайці й далі тиснули на болівійські війська та в березні 1935 року перетнули річку Парапеті, на основній території Болівії. Проте, в результаті серії успішних контратак, болівійцям вдалося змусити парагвайців відступити за цю річку. На цей час обидві армії були виснажені та не мали можливості до активних дій.
За посередництва Аргентини розпочалися переговори про перемир'я, яке було прийняте 12 червня 1935 року та фактично поклало кінець війні. В результаті мирного договору Парагвай отримав більшу частину спірної території Чако, близько 3/4 його території, по новій лінії розділу проходить сучасний кордон між двома країнами. Болівія отримала значно меншу територію, у тому числі вихід до річки Парагвай (де зараз знаходиться місто Пуерто-Буш), та можливість транспортних перевезень цією річкою через території Парагваю та Аргентини. Нафта, передбачувані запаси якої на території Чако стали однією з причин війни, так і не була знайдена в центральній частині Чако, хоча невеликі її запаси були знайдені в тій частині, що відійшла до Болівії. Проте, за іронією долі, порт на річці Парагвай, за який так боролася Болівія, виявився непотрібним — весь експорт нафти в результаті здійснювався нафтопроводом через бразильську територію.
У лютому 1936 року в країні стався переворот, який розпочали ветерани та бійці Чакської війни до яких приєдналися студенти. Ліберальний уряд був повалений, а на чолі держави став полковник Рафаель Франко. Протягом 18 місяців свого керування уряд Франко займався відновленням соціальної справедливості шляхом експропріації більш ніж 200 000 гектарів землі та розподілу його на 10 000 селянських родин. Крім того, новий уряд гарантував робітникам право на страйки і встановив восьмигодинний робочий день. Але не маючи чіткої програми та фінансового інвестування у серпні 1937 року його скинули і повернули лібералів до влади. Мирний договір, підписаний 21 липня 1938 року з Болівією, зафіксував остаточні кордони поміж державами.
4 серпня 1940 р. на референдумі було схвалено нову Конституцію. Значно розширивши владу виконавчої влади, це дозволило узаконити відкриту диктатуру, що значно збільшило повноваження Президента, скасувало віцепрезидентство, створило однопалатний парламент і збільшило управління держави над індивідуальними та майновими правами. 7 вересня 1940 року в авіакатастрофі загинув президент Естігаррібія. Після недовгих суперечок і за згодою армії переможцем став Іхініо Морініго, якого обрали тимчасовим президентом наступного дня. На початку керування Морініго постав перед певними труднощами: профспілки вимагали поліпшення умов праці. Члени профспілок почали проводити систематичні загальні страйки, які швидко переросли в політичні, тобто спрямовані на відставку уряду Морініго. Морініго спочатку реагував на страйки м'яко і прагнув припинити демонстрації без репресивних заходів. Однак уже в жовтні 1940 року він видав указ, згідно з яким супротивників уряду відправляли до військової в'язниці на острові Пенья-Ермоза. Такі дії не знизили напруженості в країні, і Морініго видав Указ № 4545 від 8 січня 1941 року, згідно з яким надано повноваження Національному департаменту праці розпустити профспілки. Протягом одного року профспілки повинні були або припинити страйки, або бути готовими до репресій з боку держави. Зрештою ці заходи привели до закінчення страйків і стабілізації в країні. У лютому 1945 року відбувся загальний страйк, «спрямований проти декрету Морініґо про суворий контроль уряду над профспілками і про відрахування 3 % заробітної плати робітників у державний фонд соціального забезпечення». Страйк було жорстоко придушено, профспілки розігнані, а близько 700 страйкарів кинуті в концентраційні табори.
У 1946 році президент Морініґо був змушений піти на деякі поступки. Була дозволена легальна діяльність заборонених партій — Ліберальної (ісп. Partido Liberal Radical Auténtico) та Фебрерістичної (ісп. Partido Revolucionario Febrerista). Під тиском опозиційних партій і Руху молодих офіцерів, що виник у тому ж році в армії та ставив своєю метою відновлення демократичних свобод, у країні було створено коаліційний уряд з представників армії, лідерів «Колорадо» і Фебрерістичної партії (Ліберальна партія не була допущена до керівництва країною).
Однак до кінця 1946 року Морініґо порушив дані ним зобов'язання. У грудні того року Морініґо й партія «Колорадо» за підтримки своїх партійних воєнізованих угруповань «Гіон Рохо» спробували вчинити державний переворот, який не увінчався успіхом. Фебрерістична партія заявила протест і 11 лютого 1947 року вийшла з уряду, після чого до супротивників режиму поновилися репресії та терор.
На початку 1947 року в країні ввели воєнний стан і заборонили всі опозиційні партії. Це призвело до вибуху обурення, масових збройних виступів, які переросли потім 7 березня у громадянську війну. Перемогу 11 вересня 1949 р. здобули праві сили, яким допомагали США та Аргентина. Встановився режим Ф.Чавеса (1949—1954).
1954—1989 роки — диктатура Альфредо Стресснера.
8 липня 1957 р. Парагвай встановив дипломатичні відносини з Тайванем, і досі (2018) є лише однією з держав Південної Америки, що має відносини не з комуністичним Китаєм. Військовий путч 3 лютого 1989 р. на чолі з генералом А.Родрігесом поклав край правлінню Стреснера. Диктатор утік до Бразилії. За результатами травневих 1989 р. виборів Родрігес став президентом країни. Він розпочав економічні реформи та вжив заходів у напрямку демократизації країни. Нову конституцію Парагваю було прийнято 20 червня 1992 р. Вона передбачає посаду віцепрезидента.
У 1993 році на вільних багатопартійних виборах переміг Хуан Карлос Васмосі, який 15 серпня 1993 став першим невійськовим президентом за всю історію країни. 15 серпня 1998 його заступив Рауль Альберто Кубас Грау, але 28 березня наступного, 1999 р. його усунули за причетність до вбивства віцепрезидента країни Луїса Маріо Аркаса. Новим президентом став Луїс Анхель Гонсалес Маккі — колишній голова сенату.

## XXI століття
У 2004 році в столиці раптово спалахнув супермаркет, під час пожежі загинуло бл. 400 осіб, бл. 100 чол. поранені.
У липні 2005 року 400 американських військових прибули до міста Маріскаль-Естігаррібія після того, як сенат Парагваю дарував їм право дипломатичної недоторканності з ціллю військових навчань. Своєю чергою аргентинське та бразильське ЗМІ пишуть про те, що на території розміщено військову базу США, яка для них є стратегічно важливим об'єктом поблизу Потрійної Межі, що пролягає між Парагваєм, Бразилією і Аргентиною. Уряд Парагваю та США заперечує, що в даному місті розташовується військова база. 
З 15 серпня 2018 року чинним президентом Парагваю обрано Маріо Абдо Бенітес.